# Sese
Sese é uma vila localizada no Distrito do Sul em Botswana. Possuía, em 2011, uma população estimada de 2 721 habitantes.